# Freedent

Logotype

Freedent est une marque de chewing-gum introduite en 1975
et produite par la compagnie américaine Wrigley, filiale de Mars Incorporated. La marque Freedent est commercialisée aux États-Unis, au Canada et en Nouvelle-Zélande. Freedent est distribué en France dès 1987 avec les premiers chewing-gums sans sucres.
Depuis, les gammes se sont étendues et les produits se sont diversifiés, avec comme objectif l'hygiène bucco-dentaire. La marque est d'ailleurs partenaire de l'Union Française pour la Santé Bucco Dentaire depuis 1989.

## Aux États-Unis
La marque Freedent est créée en 1975 par le groupe Wrigley, société américaine produisant principalement des chewing-gums, fondée en 1891 à Chicago.
Freedent est commercialisé aux États-Unis en trois parfums : Peppermint (menthe forte), Spearmint (menthe verte), et Winterfresh.

## En France

### Origines
En France, Freedent commercialise des chewing-gums sans sucres dès 1987
.
Les produits Freedent à destination du marché français sont produits en Europe et notamment en France avec l’usine de Biesheim (Alsace) qui est un important site de production de chewing-gums
.

### Quelques dates clés

Ancien logo

En France, l’histoire de Freedent voit la commercialisation de nouveaux produits et de nouvelles gammes.
En 1987 : Freedent lance son chewing-gum sans sucres.
Freedent noue en 1989 un partenariat avec l'UFSBD pour affirmer son engagement en matière d’hygiène bucco-dentaire[non neutre].
En 1997, création d’un nouveau chewing-gum : Freedent Winterfresh.
En 1998, Freedent lance à destination des enfants, Freedent Kids, un chewing-gum contenant du Calcium.
En 1999, la marque créé la gamme Freedent White[source insuffisante].
2003, lancement de Freedent Herbal, chewing-gum favorisant la protection des gencives
.
En 2003, le CSA remarque que la chaîne française M6 diffuse des images subliminales comprenant le logo de Freedent. D'après la chaîne, il s'agissait d'une image accidentelle, résidu d'un précédent parrainage d'émission.
Toujours en 2003, Freedent commercialise Freedent Professionnel, un chewing-gum offrant une sensation de dents propres
.
En 2005, la Freedent Box est créée à destination des consommateurs sédentaires
.
Freedent lance en 2006, un chewing-gum à la texture moelleuse appelé : Freedent Tabs
.
Le dernier produit date de 2009 avec Freedent Fusion, un chewing-gum à base de Xylitol aidant, selon la marque, à prévenir la formation de la plaque dentaire.

### Le partenariat avec l'UFSBD
Freedent est partenaire de l'Union Française pour la Santé Bucco Dentaire depuis 1989
.
Au cours de ce partenariat, Freedent et l'UFSBD mènent ensemble des actions de prévention dans les cabinets dentaires pour sensibiliser les français sur les bénéfices d'une bonne hygiène bucco-dentaire.

## Les produits
Il existe plusieurs formats de produits  : les tablettes, les tab's, les dragées, et les cœurs liquides. Freedent propose également différents types d'emballages  : La Box, les étuis de dragées ou de tablettes. Les gammes sont quant à elles au nombre de quatre  : White, Classique, Fusion et Kids.